# 李恢先
李恢先（？—？），字蜚孟，南直隶镇江府金壇縣城東後岐人。明朝政治人物。

## 生平
天啓元年（1621年）辛酉科应天乡试举人，崇祯元年（1628年）戊辰科進士，授刑部主事，到福建恤刑多次平反冤案，历任员外郎、郎中，升廣東广州府知府。海盜刘香作乱，掳走两名道臣、两名参将，巡按葉紹顒彈劾参总制熊文燦失職，李恢先說：「道臣、参将被劫，現在又处置制台，贼人只會更家驕縱，有损朝廷威望，不如其已。」葉紹顒同意。不久熊文燦用計殺死賊人李之奇，请密旨命摧毀其前锋，李恢先守西海口为掎角，四十日後報捷音，但因為不賄賂權臣仅调廣西桂平道副使。越南五年不入贡，他前往勸谕後奉贡如故，刘巡按入境時未及在粤西谒見，遭對方參奏，降為建昌知府。张普薇聚众数万人，在江西、福建間搶掠闽界，两地巡抚明言討伐，他說：「两路进兵時，若从广信一路，贼人會逃去建昌。」最後此事果然發生，益王朱慈𤆃大為恐懼，讓他領兵，他下令得一级赏五十金，殺死三位逼近城池的賊人，继以火砲防衛，贼人逃遁；益王命巡抚解学龙移镇建昌，他又請求分宜黄、南丰两路进兵必定大捷，然而解学龙不同意，到戰败後才向他问计，他回應：「一定要剿抚并用。」對方聽從，李恢先令芮把总深入，斩殺伪将一人，贼人逃奔就抚，擒殺普薇，解学龙以他首領功，但他拒絕吏部，因此被免归。年八十七歲依然读书不倦。